# Gracie Gold
Grace Elizabeth Gold (Newton, Massachusetts, 17 de agosto de 1995), conhecida como Gracie Gold, é uma patinadora artística americana, que compete no individual feminino. Ela conquistou a medalha de prata no Campeonato Mundial Júnior de 2012, a medalha de prata no campeonato nacional americano de 2013, e foi a campeã no campeonato nacional americano de 2014. Nos Jogos Olímpicos de Inverno de 2014 em Sóchi, Gold recebeu a medalha de bronze na competição por equipes, e terminou na quarta posição no individual feminino.

## Principais resultados
| Resultados | Resultados        | Resultados    | Resultados       | Resultados       | Resultados        | Resultados        | Resultados       | Resultados    | Resultados    | Resultados    | Resultados    | Resultados    |
| Internacional | Internacional     | Internacional | Internacional    | Internacional    | Internacional     | Internacional     | Internacional    | Internacional | Internacional | Internacional | Internacional | Internacional |
| Evento/Temporada | 2009– 2010        | 2010– 2011    | 2011– 2012       | 2012– 2013       | 2013– 2014        | 2014– 2015        | 2015– 2016       | 2016– 2017    | 2017– 2018    | 2018– 2019    |               |               |
| --- | ----------------- | ------------- | ---------------- | ---------------- | ----------------- | ----------------- | ---------------- | ------------- | ------------- | ------------- | ------------- | ------------- |
| Jogos Olímpicos |                   |               |                  |                  | 4.ª               |                   |                  |               |               |               |               |               |
| Campeonato Mundial |                   |               |                  | 6.ª              | 5.ª               | 4.ª               | 4.ª              |               |               |               |               |               |
| Campeonato dos Quatro Continentes |                   |               |                  | 6.ª              |                   | 4.ª               | 5.ª              |               |               |               |               |               |
| GP Grand Prix Final |                   |               |                  |                  |                   | WD                | 5.ª              |               |               |               |               |               |
| GP Cup of China |                   |               |                  |                  |                   |                   |                  |               | WD            |               |               |               |
| GP Internationaux de France |                   |               |                  |                  |                   |                   | Medalha de ouro  | 8.ª           | WD            |               |               |               |
| GP NHK Trophy |                   |               |                  |                  | 4.ª               | Medalha de ouro   |                  |               |               |               |               |               |
| GP Rostelecom Cup |                   |               |                  | Medalha de prata |                   |                   |                  |               |               | WD            |               |               |
| GP Skate America |                   |               |                  |                  |                   | Medalha de bronze | Medalha de prata | 5.ª           |               |               |               |               |
| GP Skate Canada International |                   |               |                  | 7.ª              | Medalha de bronze |                   |                  |               |               |               |               |               |
| CS Golden Spin of Zagreb |                   |               |                  |                  |                   |                   |                  | 6.ª           |               |               |               |               |
| CS Nebelhorn Trophy |                   |               |                  |                  |                   | Medalha de bronze |                  |               |               |               |               |               |
| U.S. International Classic |                   |               |                  | Medalha de prata | Medalha de prata  |                   |                  |               |               |               |               |               |
| Internacional – Júnior |                   |               |                  |                  |                   |                   |                  |               |               |               |               |               |
| Campeonato Mundial Júnior |                   |               | Medalha de prata |                  |                   |                   |                  |               |               |               |               |               |
| JGP JGP Estônia |                   |               | Medalha de ouro  |                  |                   |                   |                  |               |               |               |               |               |
| Nacional |                   |               |                  |                  |                   |                   |                  |               |               |               |               |               |
| Campeonato dos Estados Unidos |                   |               |                  | Medalha de prata | Medalha de ouro   | Medalha de prata  | Medalha de ouro  | 6.ª           | WD            |               |               |               |
| Campeonato dos Estados Unidos – Júnior |                   |               | Medalha de ouro  |                  |                   |                   |                  |               |               |               |               |               |
| Campeonato dos Estados Unidos – Noviço | Medalha de peltre |               |                  |                  |                   |                   |                  |               |               |               |               |               |
| Equipes |                   |               |                  |                  |                   |                   |                  |               |               |               |               |               |
| Jogos Olímpicos |                   |               |                  |                  | 3T/3P             |                   |                  |               |               |               |               |               |
| Troféu Mundial por Equipes |                   |               | 2T/5P            | 1T/3P            |                   | 1T/3P             |                  |               |               |               |               |               |
| Japan Open |                   |               |                  |                  |                   |                   | 2T/6P            | 3T/6P         | WD            |               |               |               |
| |                   |               |                  |                  |                   |                   |                  |               |               |               |               |               |
| Legenda: GP = Grand Prix; CS = Challenger Series; JGP = Grand Prix Júnior; WD = Abandonou; C = Cancelado; T = Posição da equipe; P = Posição individual; Competição não foi disputada nesta temporada; Competição não fez parte do GP/CS; Competição fez parte do GP/CS |                   |               |                  |                  |                   |                   |                  |               |               |               |               |               |